# Szpaku
Szpaku, pseudonimo di Mateusz Szpakowski (Morąg, 6 gennaio 1994), è un rapper polacco.

## Biografia
Inizia a rappare nel 2015, e pubblica il suo primo EP, Boruto, nel 2018, con la partecipazione dei rapper Paluch, Young Igi e Kaz Bałagane. Il 19 ottobre 2018 esce il suo primo album in studio Atypowy, che raggiunge la seconda posizione in classifica. Il 28 febbraio 2020 è la volta dell'album Dzieci Duchy, mentre nel gennaio 2021 esce Różowa pantera, contenente collaborazioni con artisti come Deemz, Chivas, Zdechły Osa e Kizo.
Il 7 aprile 2022 viene reso disponibile il suo quarto album, dal titolo Dom dla zmyślonych przyjaciół pana Mateusza, seguito l'anno successivo da Uzumaki forma ostateczna.

## Discografia

### Album in studio
- 2018 – Atypowy
- 2020 – Dzieci Duchy
- 2021 – Różowa pantera
- 2022 – Dom dla zmyślonych przyjaciół pana Mateusza
- 2023 – Uzumaki forma ostateczna
- 2024 – Stare numery

### EP
- 2018 – Boruto
- 2024 – Cerber EP
- 2024 – Mati EP